# Antoine Watteau
Jean-Antoine Watteau (Valenciennes, 10 ottobre 1684 – Nogent-sur-Marne, 18 luglio 1721) è stato un pittore francese.

## Biografia
Era il secondo dei quattro figli di Jean-Philippe Watteau (1660-1720), e di Michelle Lardenois (1653-1727). Suo fratello era Noël Joseph Watteau (1689-1756), padre di Louis Joseph e nipote di François Watteau, entrambi pittori. 
Formatosi nella sua città natale, Valenciennes, presso Jacques-Albert Gérin si trasferì a Parigi dove studiò la pittura olandese e conobbe i fiamminghi Vleughels e Spoede. Fatta eccezione per la Vera gaiezza (1702-1703: Valenciennes, Musée des Beaux-Arts), le sue prime opere sono conosciute solo da incisioni. Presso i mercanti d'arte e di stampe di Rue Saint-Jacques, Pierre II Mariette e suo figlio Jean, Watteau studiò le opere di Tiziano, Rubens, Jacques Callot e fu probabilmente in quest'ambiente che incontrò il pittore di costumi e scene teatrali Claude Gillot, che lo ammise presso la sua bottega nel 1703, bottega in cui Watteau rimase fino al 1707-08.
In questo periodo l'artista lavorò su soggetti della comédie italienne (Arlecchino imperatore della luna, 1708 (?): Nantes, Musée des Beaux-Arts, forse dipinto da un disegno di Gillot; Per amore di una bella, 1706 circa), e, prendendo spunto dai soggetti teatrali e popolari del maestro utilizzò nuove forme iconografiche (Satira contro i medici, o Qu'ay je fait, assassins maudits..., 1704-07: Mosca, Museo Puskin; i Piccoli Comédiens, 1706-08: Parigi, Museo Carnavalet).
Il pittore, probabilmente tramite lo stesso Gillot, conobbe Claude Audran III, conservatore del Palazzo del Lussemburgo, che gli commissionò la decorazione del Castello di Meudon, (I Mesi, 1699) e del Castello di la Muette (Gabinetto del re, 1708 circa). In questi lavori introdusse motivi esotici, singerie e cineserie. Nelle decorazioni dell'hôtel de Nointel (Poulpry) le scene galanti si susseguono a quelle grottesche.

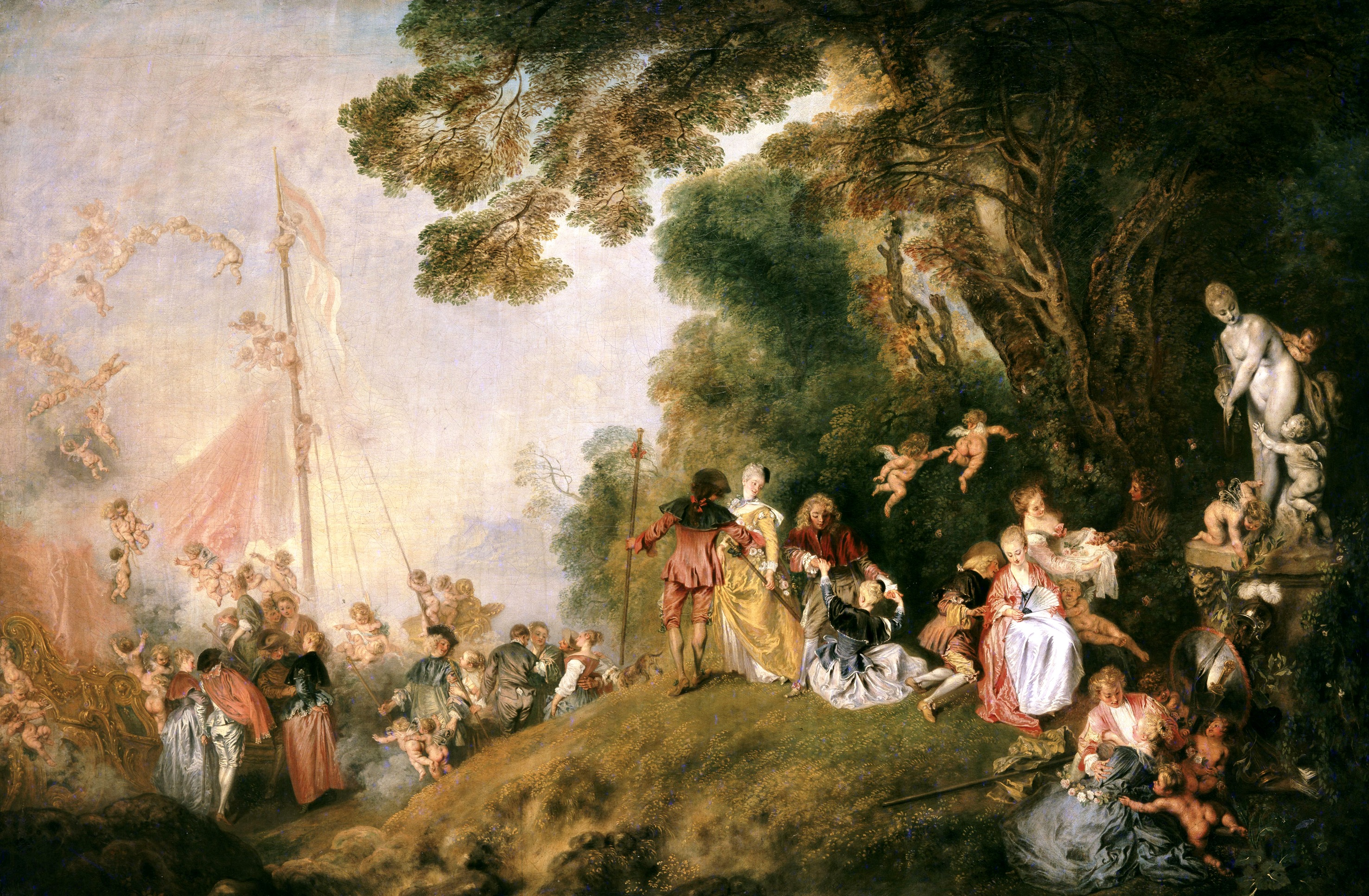
L'imbarco per Citera, 1718.

Tornato a Valenciennes nel 1710 si indirizzò verso soggetti militari con accenni spiccatamente realistici (Campo volante, 1709-10: Mosca, Museo Puskin). Tornato nuovamente a Parigi, prese dimora presso il suocero di Gersaint, del quale fece il ritratto: Sirois Sous un habit de mezzetin (1717, Londra, Wallace Collection). Nella capitale ritornò nuovamente su soggetti teatrali nel genere di Gillot, e grazie alla protezione di Charles de La Fosse venne ammesso all'Accademia. Tra il 1712 e il 1715 frequentò il tesoriere Pierre Crozat che gli consentì di studiare la sua notevole raccolta di disegni di artisti fiamminghi. 

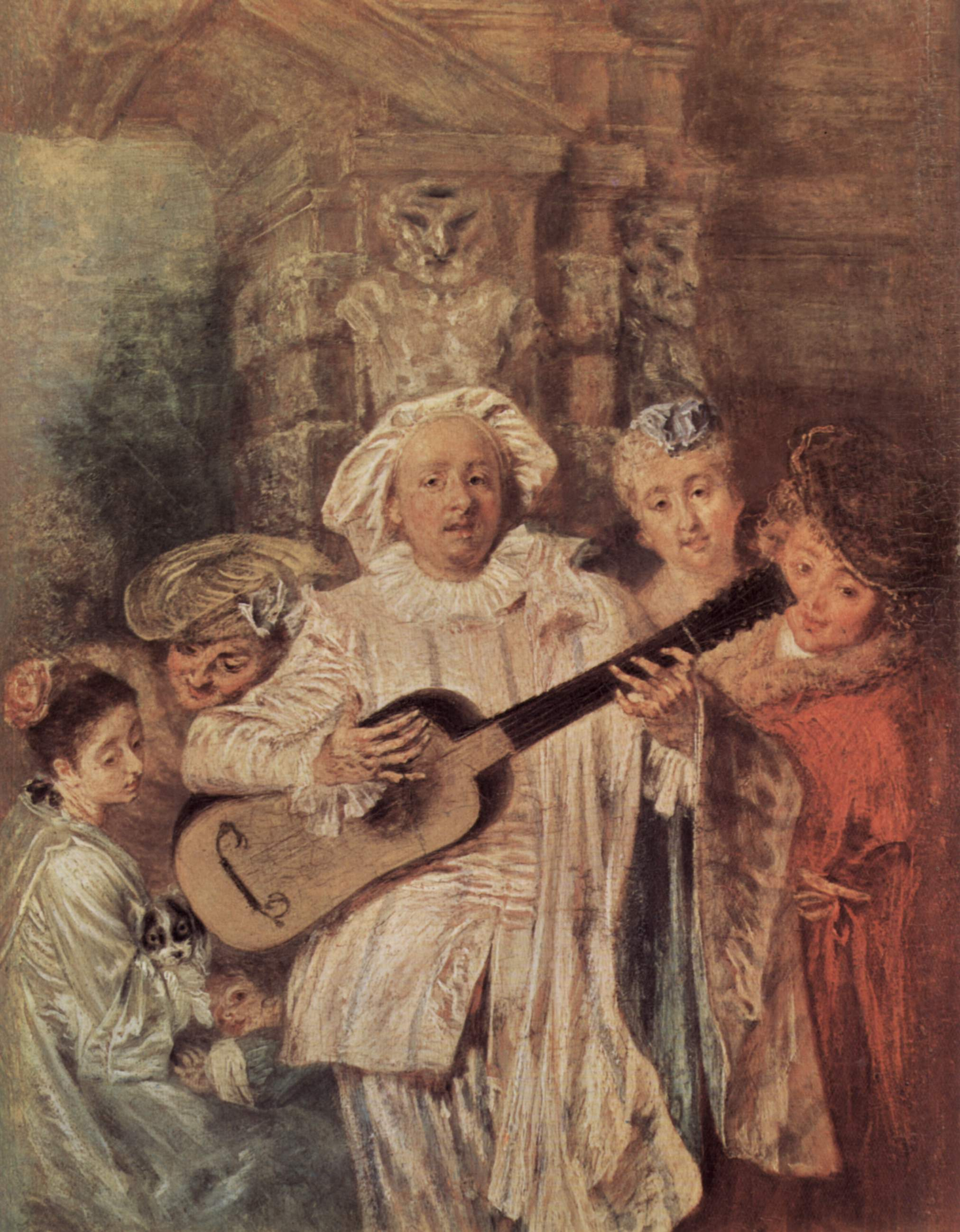
La famiglia di Mezzetin

Watteau iniziò a interessarsi allora al paesaggio (Estate, dalla serie le Stagioni per Crozat, 1715, Washington, National Gallery). Nel 1717, con Il Pellegrinaggio per Citera (Parigi, Louvre) venne accolto all'Accademia come pittore di feste galanti. Negli ultimi anni fece numerosi viaggi, come quello a Londra del 1719, e realizzò un eccezionale numero di dipinti, tra cui la seconda versione del Pellegrinaggio, detto L'Imbarco per Citera (1718, ora a Berlino, Charlottenburg), L'Insegna di Gersaint (Berlino, Charlottenburg) e alcuni nudi femminili (la Toilette: Londra, Wallace Collection), alcuni ritratti (Antoine Pater: Valenciennes, Musée des Beaux-Arts; Gentiluomo: Parigi, Louvre), alcune tele a soggetto sacro, altre con amori galanti (Divertimenti campestri: Londra, Wallace Collection; Riunione nel parco, Concerto: Berlino, Charlottenburg) e infine alcune tele a soggetto teatrale (Comédiens-Français: New York, Metropolitan Museum of Art; Gilles (Parigi, Louvre).
Morì di tubercolosi nel 1721. Fu sepolto all'interno di una chiesa di Nogent-sur-Marne, ma tutte le tombe di essa vennero prima profanate e poi distrutte durante la Rivoluzione, sicché le ossa dell'artista andarono perdute. Nel XIX secolo gli fu eretto un cenotafio, ornato con un busto in marmo.

## Opere principali

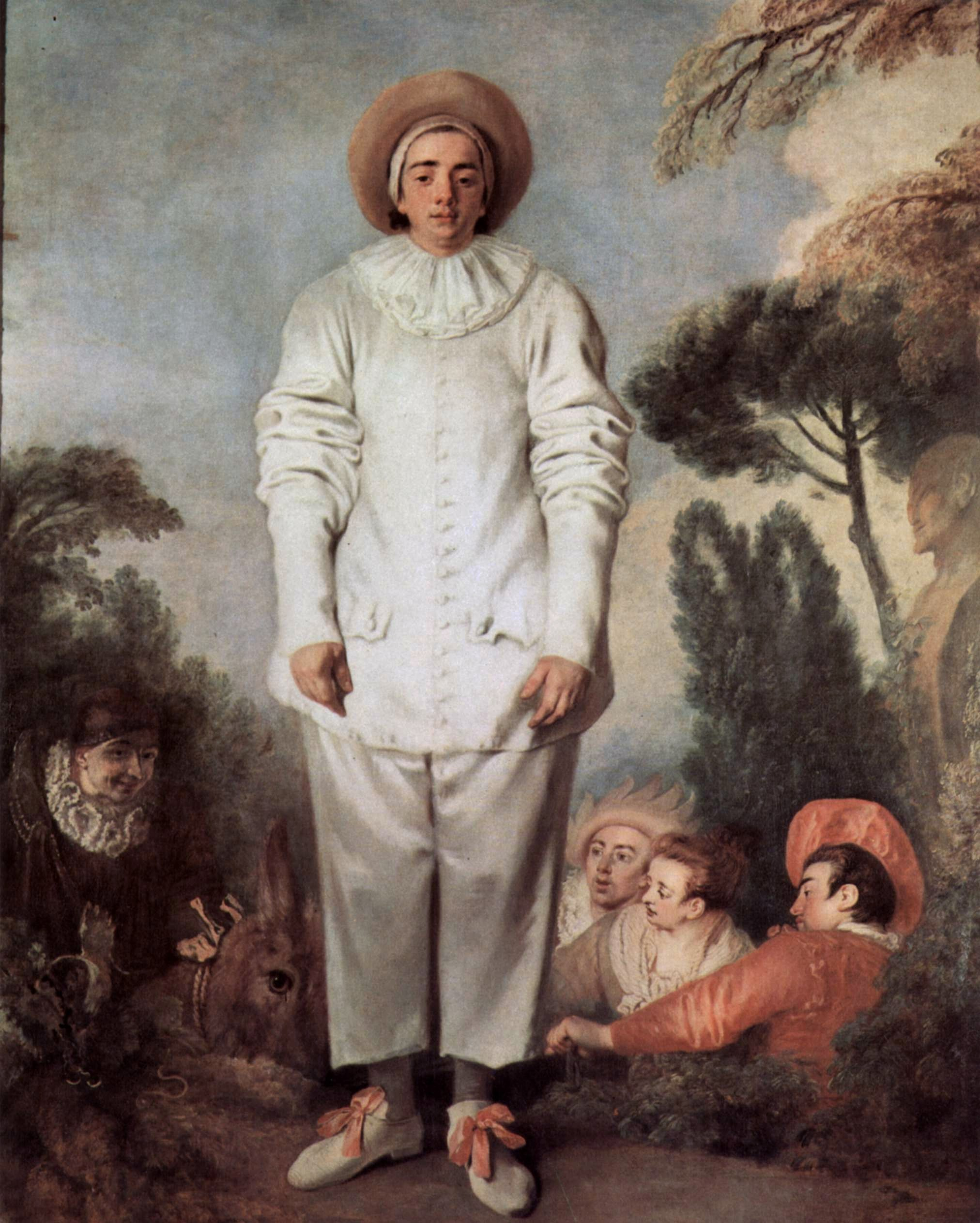
Gilles

- Les Acteurs de la Comédie-Française (o La Mascarade), 1710-1712, (Musée de l'Ermitage, San Pietroburgo).
- La Partie carrée, v. 1713, (Fine Arts Museum of San Francisco, San Francisco).
- Paysage avec une chute, 1714 (Musée de l'Ermitage, San Pietroburgo).
- La Perspective (fête dans le parc de Pierre Crozat), 1715 (Musée des beaux-arts de Boston, Boston).
- La Proposition embarrassante, 1715-1716 (Musée de l'Ermitage, San Pietroburgo).
- Le Plaisir pastoral, vers 1715 (Musée Condé, Chantilly).
- L'Amour désarmé, vers 1715 (Musée Condé, Chantilly).
- Les Deux Cousines, 1716 (Louvre, Parigi).
- Le Pèlerinage à l'île de Cythère, 1717 (Musée du Louvre, Parigi).
- Le Donneur de sérénades, vers 1715 (Musée Condé, Chantilly).
- L'indifferente, 1717 (Musée du Louvre, Parigi).
- L'Amante inquiète, 1717-1720 (Musée Condé, Chantilly).
- Les Bergers, vers 1717 (château de Charlottenburg, Berlino).
- La Surprise, dipinto verso il 1718, ritrovato nel 2008 in una casa privata di una famiglia inglese e venduto per circa 15 milioni di euro nel luglio dello stesso anno.
- L'Accord parfait, 1719, che costituisce un dittico con La Surprise (Los Angeles County Museum of Art - LACMA).
- La Boudeuse, 1718 circa (Musée de l'Ermitage, San Pietroburgo).
- Gilles, 1718-1719 (Musée du Louvre, Parigi).
- Fêtes vénitiennes, 1718-1719 (National Gallery of Scotland, Edinburgh).[1]
- Mezzetin, 1718-1720 (Metropolitan Museum of Art, New York).
- Le Repos pendant la fuite en Égypte, 1719, (Guggenheim Hermitage, Las Vegas).
- L'insegna di Gersaint, 1720 (Château de Charlottenburg, Berlino).
- Les Comédiens italiens, 1719-1720 (National Gallery of Art, Washington).

## Citazioni letterarie
Nel suo romanzo di successo, raccolta di racconti, Le avventure di Arsenio Lupin, Maurice Leblanc cita spesso il pittore francese e le sue opere, come oggetti ambiti per il furto dal noto ladro gentiluomo, collocati nella galleria del castello del collezionista Nathan Cahorn, detto il Barone Satana (Roma,  Edizione Newton Compton, 2021, pagg.72 e 78)
Pirandello lo cita nel suo romanzo "Quaderni di Serafino Gubbio operatore" (Quaderno sesto, I) con riferimento al personaggio della signorina Luisetta: "Non sapevo dunque che il Polacco avesse data al Bongarzoni la signorina Luisetta per quella particina. Sono rimasto, quando me la sono veduta comparire davanti come staccata da un quadretto del Watteau".